# 卡尔·施托希
卡尔·施托希（德語：Karl Storch，1913年8月21日—1992年8月19日），德国男子田径运动员，主攻链球。他曾代表德国参加1952年夏季奥林匹克运动会田径比赛，获得男子链球银牌。